# Czarne Zbocze
Czarne Zbocze (700–800 m n.p.m.) – stok w Masywie Śnieżnika, w Sudetach.
Zachodnie i południowo-zachodnie stoki szczytu Gierałtowska Kopa wzdłuż doliny potoków: Kobylnica i Tylnika. Zbocze porośnięte lasem regla dolnego.

## Szlaki turystyczne
u podnóża biegnie szlak turystyczny:
- czerwony Główny Szlak Sudecki Gierałtów – Sucha Przełęcz[1].